# Maybank Tower (Singapour)
La Maybank Tower est un gratte-ciel de 175 mètres de hauteur construit à Singapour en 2002.
Il abrite des bureaux sur 32 étages et comprend un podium sur les 6 premiers étages.
L'architecte est l'agence SYL Architects basée à Singapour.